# En dag skall Herrens skapardrömmar möta
En dag skall Herrens skapardrömmar möta är en psalm med text skriven av Eyvind Skeie 1970 och är översatt till svenska av Jonas Jonson 1988. Det finns två melodier. Den ena är skriven av Trond Kverno 1978. Den andra är skriven 1980 av Egil Hovland.

## Publicerad i
- Den svenska psalmboken 1986 som nummer 651 under rubriken "Psalmer på andra nordiska språk, på norska", endast med text på norska, med Kvernos melodi.
- Psalmer i 90-talet som nummer 853 under rubriken "Kyrkans år".
- Psalmer och Sånger 1987 som nummer 851 under rubriken "Framtiden och hoppet - Kristi återkomst".[1]
- Verbums psalmbokstillägg 2003 som nummer 746 under rubriken "Vid kyrkoårets slut", med Hovlands melodi.